# Miss Venezuela 1955
El Miss Venezuela 1955 fue la tercera (3º) edición del certamen Miss Venezuela, celebrada en el Hotel Tamanaco Internacional en Caracas, Venezuela, el 9 de julio de 1955. La ganadora del concurso fue Susana Duijm, Miss Miranda, quien compitió en Miss Mundo 1955 y obtuvo dicho título.

## Resultados
- Miss Venezuela 1955 - Susana Duijm (Miss Miranda)
- 1st runner-up - Mireya Casas Robles (Miss Distrito Federal)
- 2nd runner-up - Ivonne Cisneros (Miss Bolívar)

## Concursantes
- Miss Anzoátegui - Carmen Rivero Aguirre (se retiró)
- Miss Apure - Mireya Garrido (se retiró)
- Miss Aragua - Indalecia Gómez García (se retiró)
- Miss Barinas - Consuelo Angulo Tapia (se retiró)
- Miss Bolívar - Ivonne Cisneros Barceló
- Miss Carabobo - Maruja Cubillán (se retiró)
- Miss Cojedes - Carmen Teresa Useche Sardi
- Miss Distrito Federal - Mireya Casas Robles
- Miss Mérida - Ana Cecilia Useche Sardi
- Miss Miranda - Carmen Susana Duijm Zubillaga (†)
- Miss Monagas - Helena Quilart Navarro
- Miss Nueva Esparta - Elka Pérez Hernández
- Miss Portuguesa - Mary González
- Miss Sucre - Teresa Estrella Villaroel
- Miss Trujillo - Helena Casas Robles
- Miss Yaracuy - Chelo Avellaneda Valery
- Miss Zulia - Magaly Dupuy Ortega

## Representación Internacional
- Susana Duijm fue semifinalista del Miss Universo 1955 en Estados Unidos, y después ganó el Miss Mundo 1955 celebrado en el Reino Unido.